# Goesting (televisieserie)
Goesting is een Vlaamse fictiereeks. De reeks gaat over het reilen en zeilen van restaurant 'Felixir' waarin zes personages de weg naar hun eerste Michelinster proberen te vrijwaren van hindernissen.

## Rolverdeling

### Hoofdpersonages
| Acteur               | Personage             | Functie        |
| -------------------- | --------------------- | -------------- |
| Jan Van Looveren     | Mauro Dierckx         | Chef-kok       |
| Patsy Van der Meeren | Laurence Tossijn      | Maître d'hôtel |
| Chris Thys           | Linda Verhoeven       | Chef de rang   |
| Gene Bervoets        | Kurt Goossens         | Sommelier      |
| Louis Talpe          | Hannes Blondeel       | Souschef       |
| Darya Gantura        | Nicolien Vastenavondt | Commis         |

### Gastpersonages
- Sofie Truyen: Amber (stagiaire)
- Tuur De Weert: Wilfried Dierckx (Vader Mauro)
- Sven De Ridder: Dennis
- Camilia Blereau: Magda (Moeder Mauro)
- Roland Dries: Hulpkok Benny
- Marianne Devriese: Claudia
- Jef Demedts: Verlinden
- Jaak Van Assche: Gene Vervloet
- Anneke De Keersmaeker: Luka
- Ron Cornet: Chef
- Pepijn Caudron: Jan Janssen
- Rudi Delhem: Boer Verhoeven
- Mustapha Emran: Omar
- Marc Meersman: Vriend van Luka
- Maya Moreel: Verpleegster
- Ilse Uitterlinden: Lizette
- Isabelle Van Hecke: Kirsten
- Pol Goossen: Seynaeve
- Nathalie Meskens: Elke
- Leah Thys: Jackie Colpaert
- Jeroen Van Dyck: Bart
- Lotte Vannieuwenborg: Model
- Jef Castermans: Keukenhulp
- Griet Boels: Hilde
- Govert Deploige: Luc
- Anke Helsen
- An Jordens
- Jef Ravelingien
- Antoine Van Der Auwera
- Wouter Van Lierde
- Karen Van Parijs
- Peter Bulckaen: Kaasmeester
- Joke De Bruyn: Tamara
- Michel Bauwens: Raymon
- Janine Bischops: Poetsvrouw kerk
- Hans Van Cauwenberghe: Rik
- Door Van Boeckel: Bavo
- Rikkert Van Dijck: Geert
- Steven Boen: Stefan
- Herman Boets: Rudy
- Luk De Konink: Wout
- Peter Bastiaensen: Filip
- Maarten Mertens: Arno
- Maya Moreel: Verpleegster
- Marc Peeters: Johan
- Ellen Van Cutsem: Ina
- Rikkert van Dijck: Geert
- Jonas Van Geel: Brent
- Erik Burke: Etienne
- Machteld Timmermans: Dokter
- Willy Thomas: Kaminsky
- Bart Van Avermaet: Ronny
- Tania Van der Sanden: Kelly
- Katelijne Verbeke: Katrina
- Frank Focketyn: Schepen
- Bob Selderslaghs: Prins Carnaval
- Geert Vermeulen: Grigoris
- Leen Dendievel: Sarah
- Leen Diependaele: Wendy
- Erik Goris: Victor
- Ernst Löw: Sacha
- Victor Peeters: Benny
- Luk Wyns: Ludo
- Kristine Arras: Yvette
- Lindsay Bervoets: Vriendin van Kelly
- Tassim Zerqane: Sammy
- Marc Bober: Karel
- Griet Dobbelaere: Kelly
- Sura Dohnke: Vriendin van Kelly
- Adriaan Van den Hoof: Paulo
- Charlotte Timmers: Lisa

## Geschiedenis
Tijdens het Jaar van de smaak werden in september 2008 in Lier de opnames van de Vlaamse lichtvoetige serie opgenomen. De titel 'Goesting' wordt als allusie gebruikt op het gegeven van het restaurant, maar ook op de dubbele betekenis binnen de relaties bij de personages onderling. De opnames liepen tot eind januari 2009, de verdere afwerking liep tot eind mei 2009.
De productie is in handen van VRT-producties zelf en werd op Eén verwacht in het najaar van 2009, later maakte Louis Talpe bekend dat de serie pas in januari 2010 op het scherm kwam.

## Verhaal
Na het zoveelste conflict met zijn equipe besluit Mauro zonder overleg met zijn partner Laurence op zoek te gaan naar Hannes, de souschef met wie hij jaren prima heeft samengewerkt. Tegelijk komt de jonge, ambitieuze stagiaire Nico zich aanbieden. Sommelier Kurt test meteen uit of zij werkelijk al zoveel ervaring heeft als ze beweert. En de ouders van Mauro komen heel ongelegen op bezoek.

## Afleveringen
| Nr | Eerste uitzending                                                                     | Regie           | Scenario                                                            | Live-Kijkcijfers   |
| -- | ------------------------------------------------------------------------------------- | --------------- | ------------------------------------------------------------------- | ------------------ |
| 1  | 7 januari 2010                                                                        | Kim Van Oeteren | Luc Gadisseur/Hilde Pallen/Jimmy Simons/Steve De Wilde/Bart Vaessen | 1.125.004 (44%)    |
| 2  | 14 januari 2010                                                                       | Kim Van Oeteren | Luc Gadisseur/Hilde Pallen/Jimmy Simons/Steve De Wilde/Bart Vaessen | 954.453 (40,10%)   |
| 3  | 28 januari 2010 Aflevering van 21 januari opgeschoven wegens benefietavond voor Haïti | Kim Van Oeteren | Luc Gadisseur/Hilde Pallen/Jimmy Simons/Steve De Wilde/Bart Vaessen | 1.016.871 (41,86%) |
| 4  | 4 februari 2010                                                                       | Kim Van Oeteren | Luc Gadisseur/Hilde Pallen/Jimmy Simons/Steve De Wilde/Bart Vaessen | 947.416 (38%)      |
| 5  | 11 februari 2010                                                                      | Toon Slembrouck | Luc Gadisseur/Hilde Pallen/Jimmy Simons/Steve De Wilde/Bart Vaessen | 857.727 (37%)      |
| 6  | 18 februari 2010                                                                      | Toon Slembrouck | Luc Gadisseur/Hilde Pallen/Jimmy Simons/Steve De Wilde/Bart Vaessen | 766.148 (30%)      |
| 7  | 25 februari 2010                                                                      | Toon Slembrouck | Luc Gadisseur/Hilde Pallen/Jimmy Simons/Steve De Wilde/Bart Vaessen | 807.000 (33%)      |
| 8  | 4 maart 2010                                                                          | Toon Slembrouck | Luc Gadisseur/Hilde Pallen/Jimmy Simons/Steve De Wilde/Bart Vaessen | 822.915 (33%)      |
| 9  | 11 maart 2010                                                                         | Toon Slembrouck | Luc Gadisseur/Hilde Pallen/Jimmy Simons/Steve De Wilde/Bart Vaessen | 699.000 (27%)      |
| 10 | 18 maart 2010                                                                         | Kim Van Oeteren | Luc Gadisseur/Hilde Pallen/Jimmy Simons/Steve De Wilde/Bart Vaessen | 589.998 (23%)      |
| 11 | 25 maart 2010                                                                         | Kim Van Oeteren | Luc Gadisseur/Hilde Pallen/Jimmy Simons/Steve De Wilde/Bart Vaessen | 652.811 (26%)      |
| 12 | 1 april 2010                                                                          | Kim Van Oeteren | Luc Gadisseur/Hilde Pallen/Jimmy Simons/Steve De Wilde/Bart Vaessen | 705.109 (27%)      |
| 13 | 8 april 2010                                                                          | Kim Van Oeteren | Luc Gadisseur/Hilde Pallen/Jimmy Simons/Steve De Wilde/Bart Vaessen | 642.804 (26%)      |